# Егоров, Владимир Дмитриевич
Владимир Дмитриевич Егоров — советский хозяйственный, государственный и политический деятель, Герой Социалистического Труда.

## Биография
Родился в 1921 году в деревне Мельница. Член КПСС с 1942 года.
С 1939 года — на хозяйственной, общественной и политической работе. В 1939—1981 гг. — на заводе № 8 имени М. И. Калинина Наркомата авиационной промышленности СССР, участник Великой Отечественной войны, резьбошлифовщик на заводе № 455, резьбошлифовщик Калининградского машиностроительного завода Министерства авиационной промышленности СССР.
Указом Президиума Верховного Совета СССР от 26 апреля 1971 года присвоено звание Героя Социалистического Труда с вручением ордена Ленина и золотой медали «Серп и Молот».
Почётный гражданин города Королёв.
Умер в Королёве в 1996 году.